# Oleško, Litoměřice
Oleško là một làng thuộc huyện Litoměřice, vùng Ústecký, Cộng hòa Séc.